# Antonio Liozzi
Antonio Liozzi (Penna San Giovanni, 1730 – Penna San Giovanni, 1807) è stato un pittore italiano.
Nato in una famiglia della piccola borghesia locale, studiò pittura con il maestro di scuola romana Marco Benefial.
Della sua opera si ricordano soprattutto la progettazione e le decorazioni pittoriche a motivi floreali in trompe-l'œil del Teatro Flora di Penna San Giovanni, costruito interamente in legno e importante esempio di arte e architettura barocca. Liozzi si occupò inoltre della rappresentazione di soggetti sacri.

## Galleria d'immagini

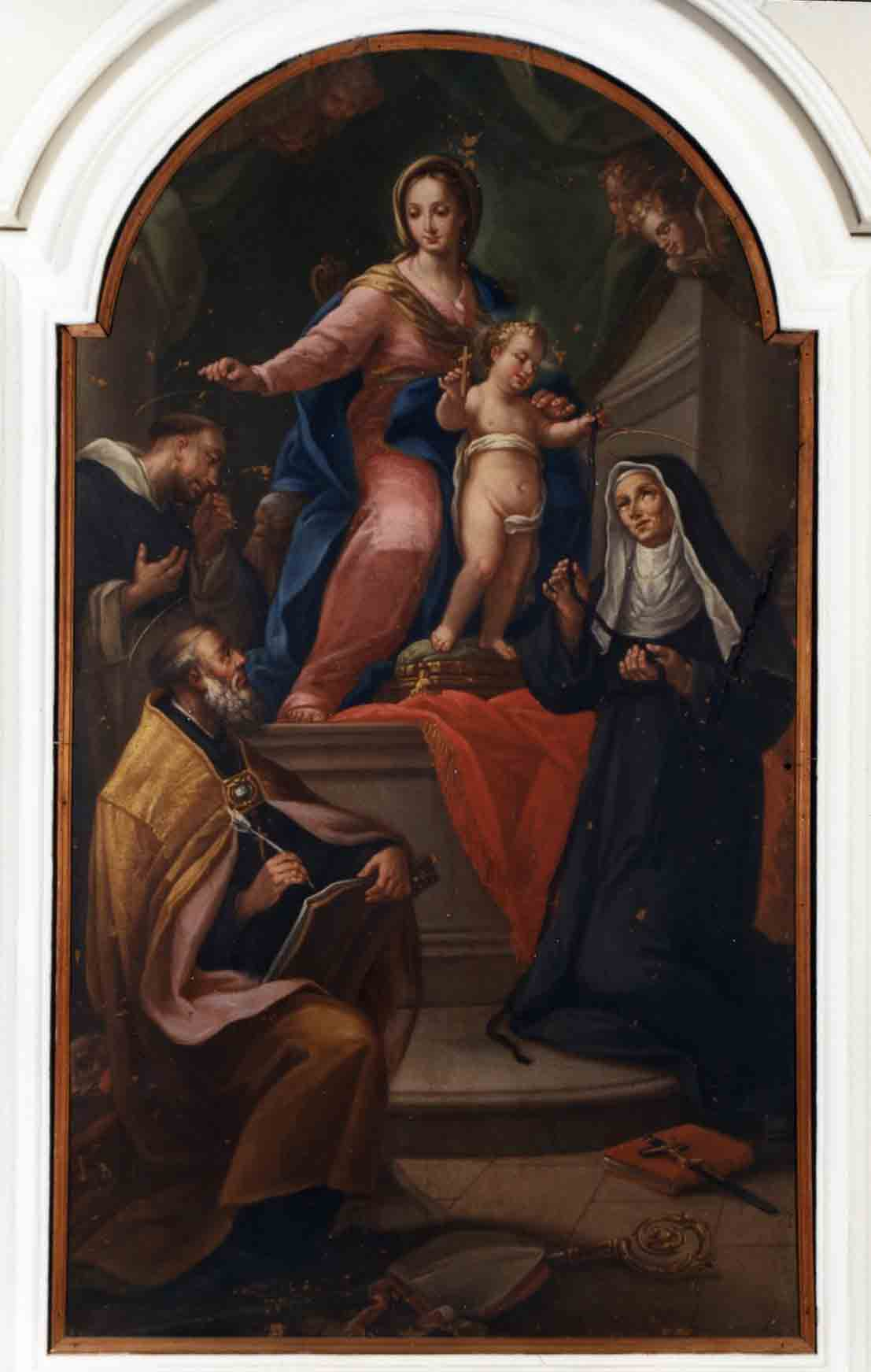
Madonna del Rosario e Santi Domenico, Agostino e Rita
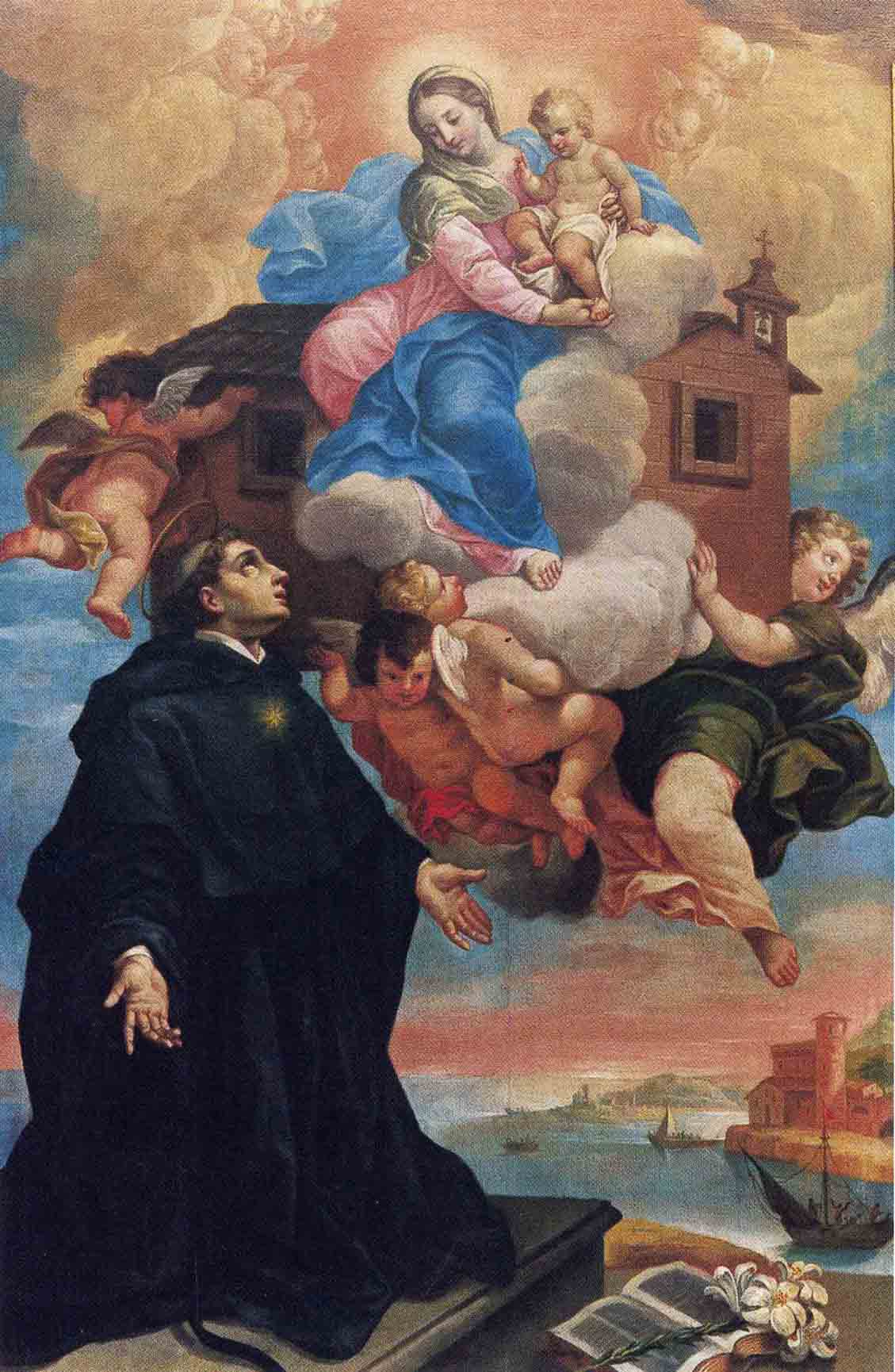
Madonna di Loreto e San Nicola
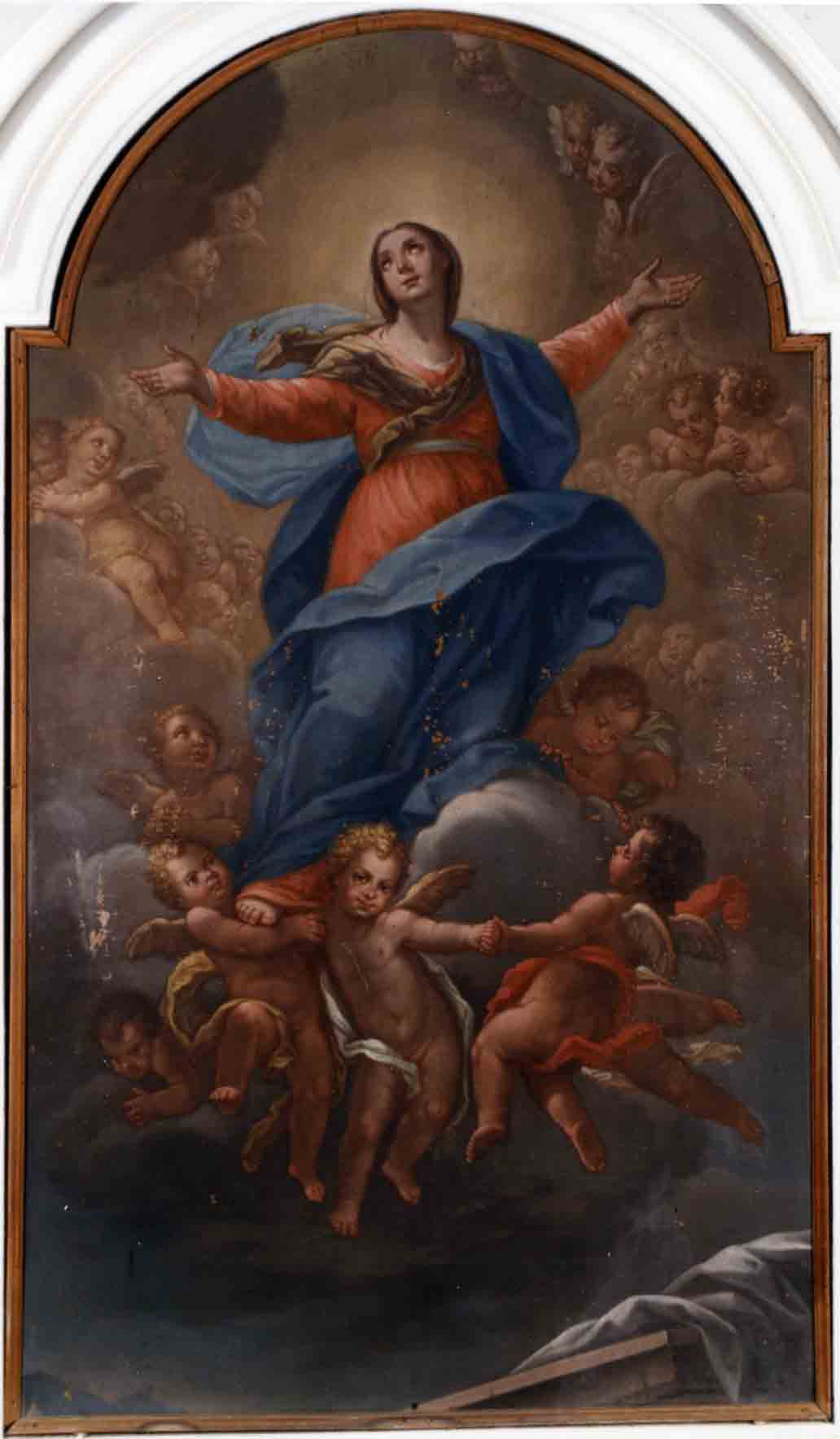
Assunta